# Вілла д'Есте
Вілла д'Есте (італ. villa d'Este) — шедевр італійського Відродження, одна з найвідоміших італійських вілл 16 століття, яка розміщена в Тіволі, (Лаціо), на відстані близько 28 км на схід від Рима. Занесена до списку Світової спадщини ЮНЕСКО. Комплекс вілли складається з палацу та саду, що до нього прилягає. В основному вілла відома через свої прекрасні фонтани, які стали прототипом для палацово-паркового ансамблю Петергоф.

## Історія вілли

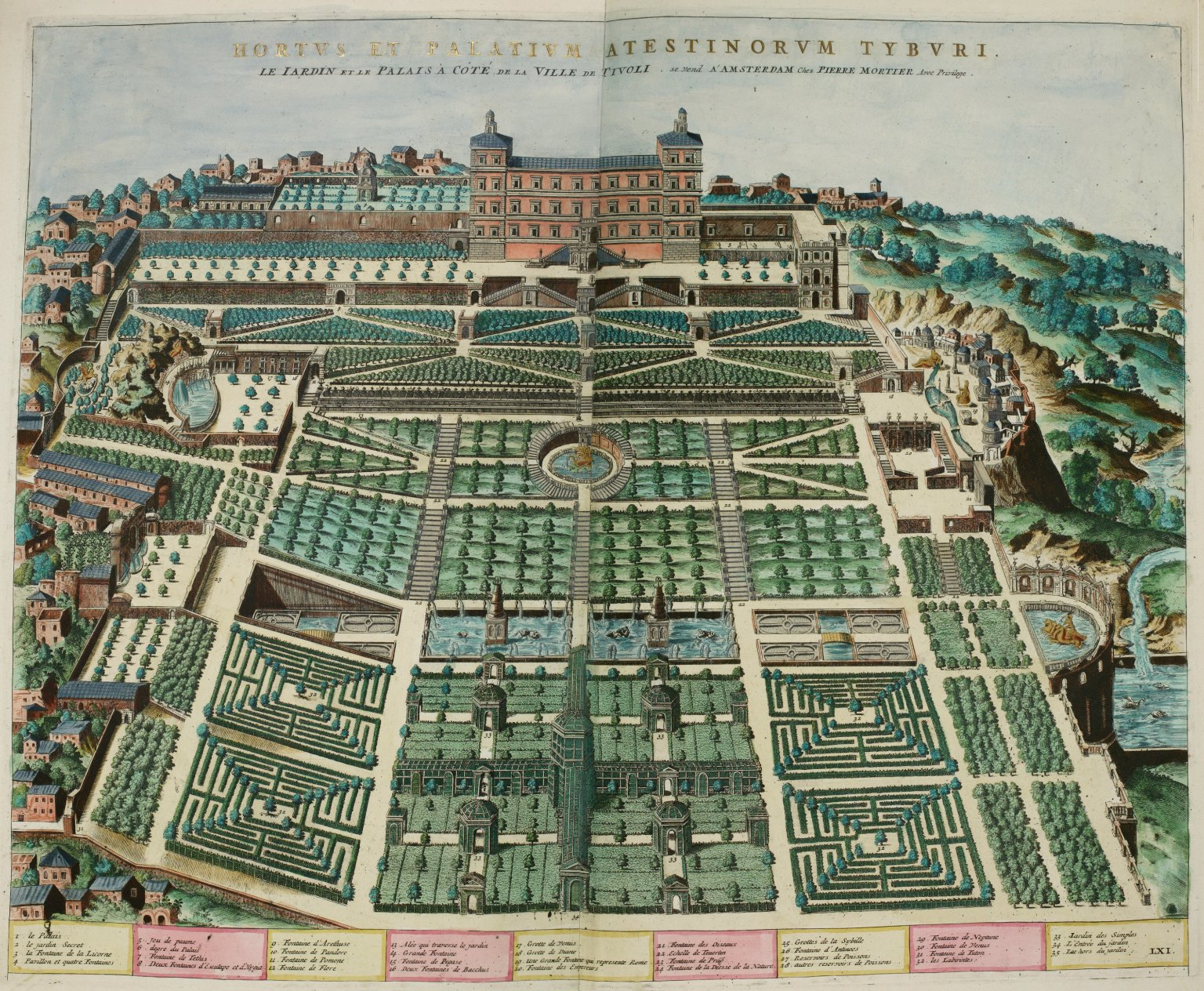
Сади вілли д'Есте, 1560—1575

Кардинал Іполіто ІІ д'Есте, син Альфонсо І та Лукреції Борджіа, якого призначили губернатором Тіволі, 9 вересня 1550 р. прибув до своєї нової резиденції — колишнього бенедектинтського монастиря. Новий господар вирішив облагородити свій маєток. Роботу довірили Пірро Ліґоріо, якому допомагало багато ремісників та художників. Оздоблення кімнат розпочалося 1563 р. під керівництвом Джіроламо Муціано, а згодом Лівіо Агресті та Федеріко Джукарро.

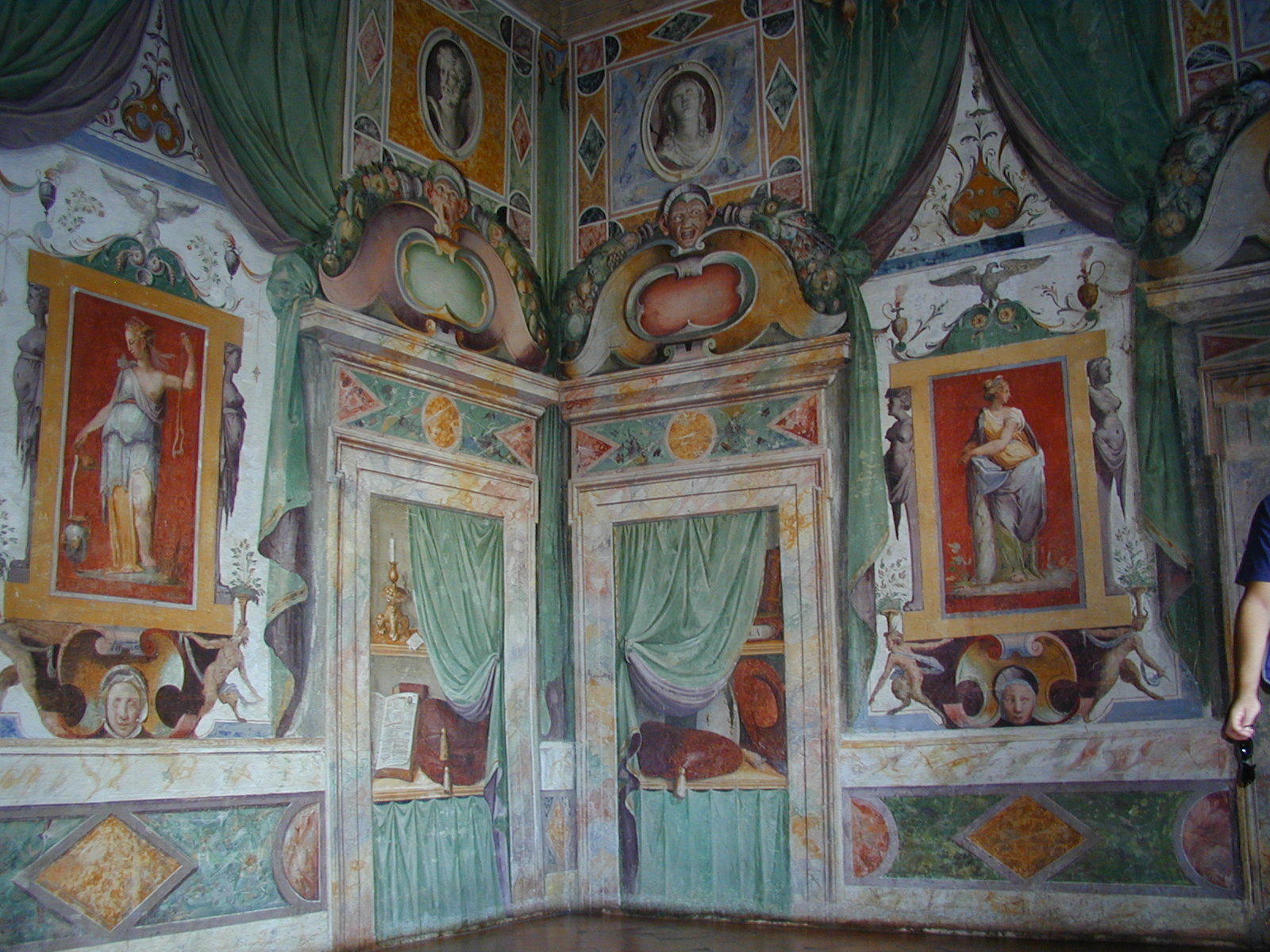
Фрески в залі Благородства 1566-1567. Худ. Федеріко Цуккарі

Стіни залів були прикрашені фламандськими гобеленами, ліпними прикрасами і фресками, а також античними статуями (згодом колекція статуй була втрачена). Внутрішнє оздоблення приміщень було майже завершене до моменту смерті кардинала у 1572 р.
Першими власниками вілли були три кардинали д'Есте — губернатори Тіволі: Іполіто ІІ, племінник Луїджі до 1586 р. та Алесандро д'Есте до 1624 р..

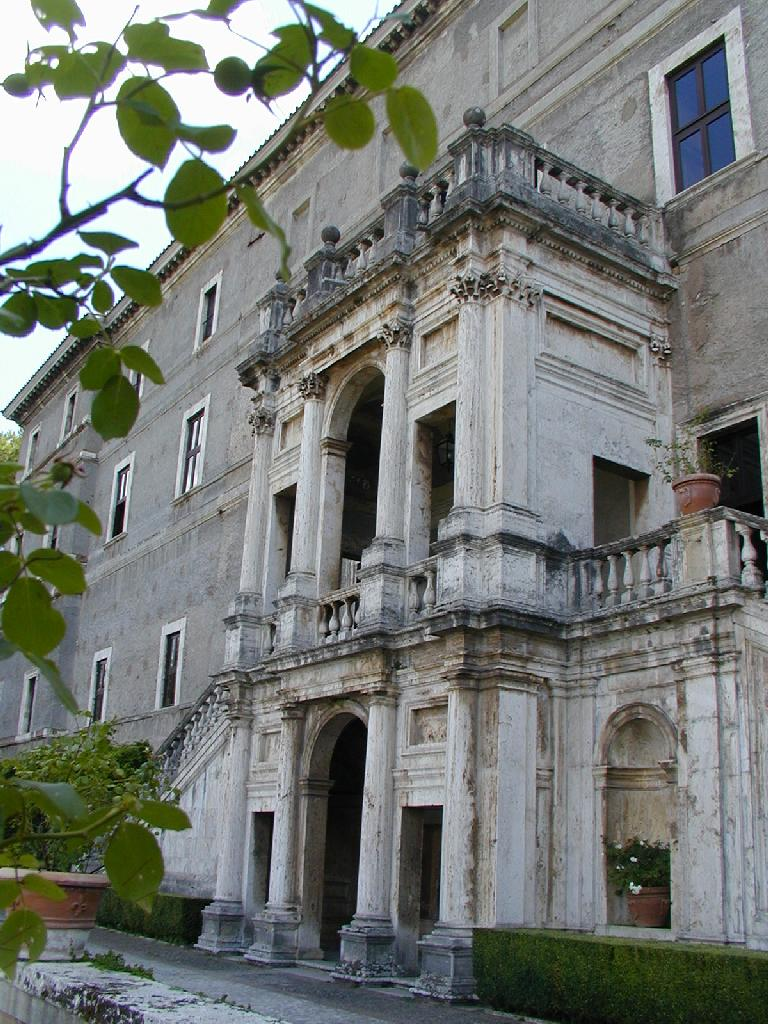
Фасад сходів у виконанні Пірро Ліґоріо

У 1605 кардинал Алессандро д'Есте розпоча́в суттєве оновлення парку. Роботи були продовжені в 1660—1670 роках, за участю відомого скульптора Берніні. У XVIII столітті вілла пережила тривалий період занедбання; в 1814 весь ансамбль перейшов у спадок до Франца Габсбурга. Останнім власником вілли перед Першою світовою війною був ерцгерцог Франц Фердинанд. З початком війни вілла стала власністю держави. У 1920-х роках, а потім відразу після Другої світової війни (вілла постраждала від бомбардування) була здійснена масштабна реставрація. У 2007 році парк отримав премію «Найкрасивіший парк Європи».

## Вілла
Особливо цікавим є внутрішнє оздоблення вілли, виконане групою митців під керівництвом Лівіо Агресті з Форлі.

## Сад
Сад, який простягається позаду вілли охоплюючи тераси, витвір Пірро Ліґоріо (1565—1571). На 35.000 м2 розміщені 250 статуй, 60 потічків, 255 каскадів, 100 водних ніш, 50 фонтанів, 20 екседр та терас, 30.000 сезонних насаджень, 150 дерев, 15 000 багаторічних декоративних рослин, 9 000 м2 алей та доріжок.

### Символіка
Як і інші європейські сади епохи Відродження, сад вілли д'Есте несе складну філософську та політичну символіку. Як вказує М. Л. Мадонна, Вілла д'Есте була задумана як сад німф Гесперид, присвячений Гераклові, міфічному прародичеві роду д'Есте. Ключовим елементом саду в Тіволі стала статуя Геракла, від якої вели дві символічні дороги — одна до Чесноти, інша до Гріха. На центральній осі саду розміщувалася також статуя Венери, яка втілювала собою можливість вибору — цього разу між Любов'ю Земною і Небесною. Сад зі своєю складною конфігурацією був задуманий як мікрокосмос, який метафорично відтворює місцеве природне середовище. Це відповідало характерним для XVI століття уявленням про загальний взаємозв'язок явищ (образ ланцюга, простягнутого від першопричини до найнизинніших феноменів, присутній у Джакомо делла Порта в книзі «Природна магія», 1558).

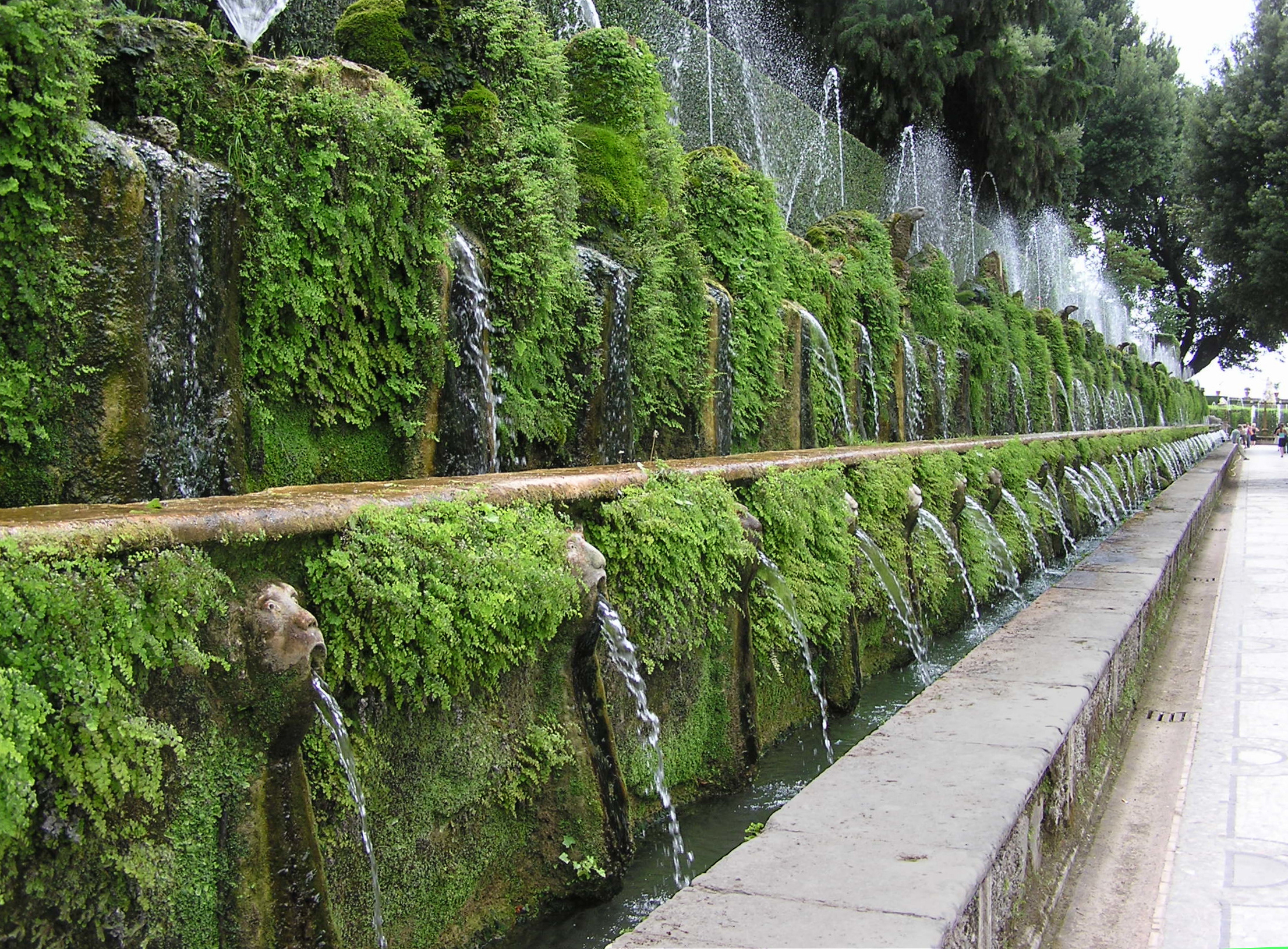
Алея ста фонтанів. Проект Пірро Лігоріо

### Фонтани
Найцікавішими для відвідувача саду є фонтани, які в XVI столітті вважалися чи не найвищим досягненням гідротехніки. Із ще більшим розмахом була оформлена «Алея ста фонтанів» — кожному з них відповідав барельєф на теми з поеми Овідія «Метаморфози». Поряд знаходилися гроти Венери і Діани, а також Рометта — фонтан, що символічно зображує сім пагорбів Риму і його визначні пам'ятки, такі як Колізей і Пантеон. Для живлення фонтанів водою, її спочатку брали з прилеглої річки Аньєне (притока Тибру) через спеціальний тунель. Якість цієї води викликала негативну реакцію Мішеля Монтеня, який відвідав віллу в квітні 1581 р.

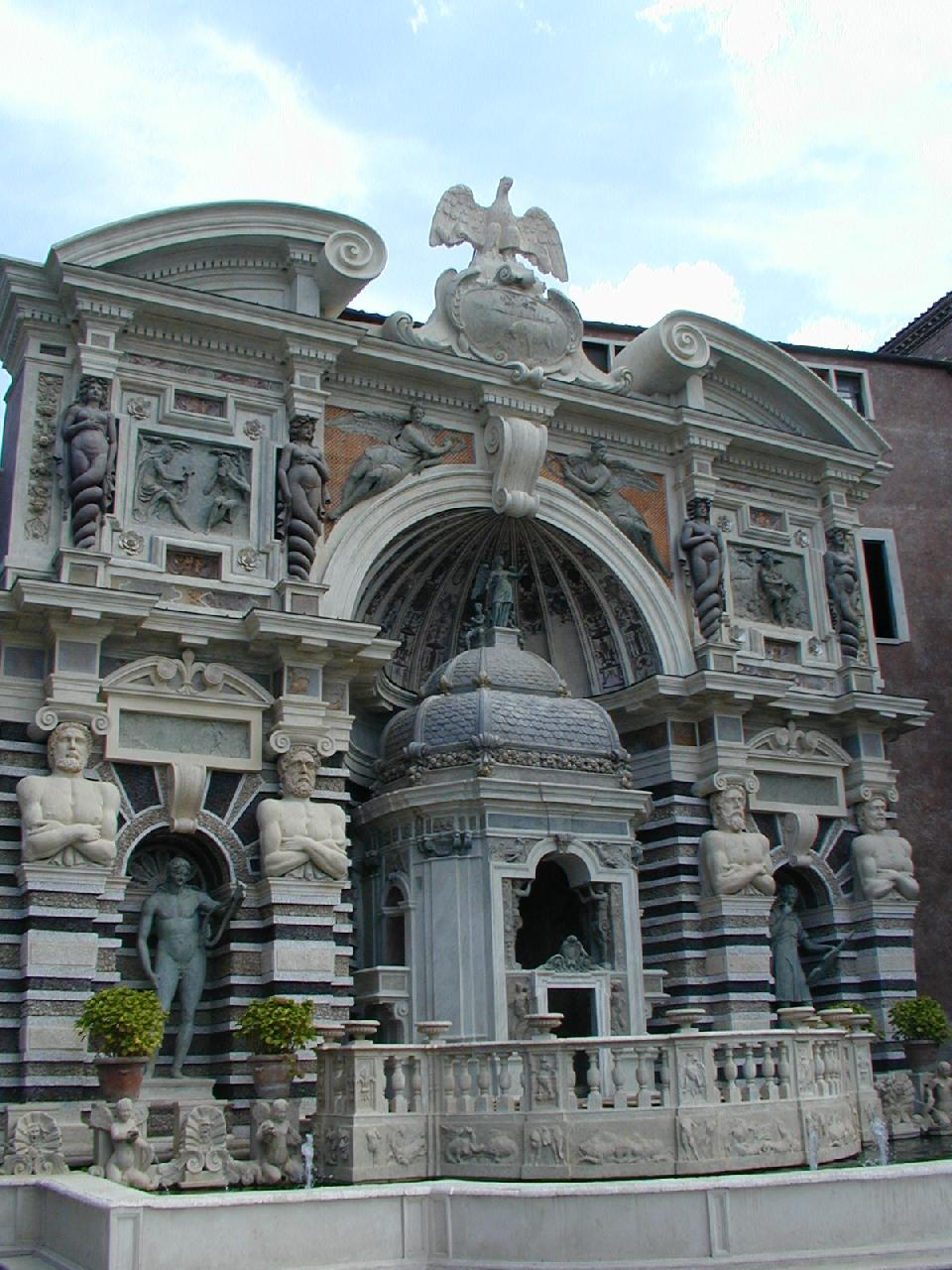
Фонтан орган

#### Фонтан орган
Центральне місце в саду займає фонтан орган, який вражає своєю величчю. Цей фонтан почали споруджувати в 1568 році, в XVIII столітті він був зруйнований, а потім — вже тепер — відновлений (автор проекту інженер Леонардо Ломбарді).